# Yani Janssens
Yani Janssens (22 mei 1991) is een Belgisch korfbalster.

## Levensloop
Janssens was actief bij Meeuwen. Na een onderbreking van een jaar werd hij actief bij Boeckenberg. Tevens maakte hij deel uit van het Belgisch nationaal team, waarmee hij onder meer brons won op de Wereldspelen van 2017.